# 창원 봉림사 불교전적류
창원 봉림사 불교전적류(昌原 鳳林寺 佛敎典籍類)는 대한민국 경상남도 창원시 봉림사가 소장중인 불교전적류 모두 8건이다.
2005년 7월 21일 경상남도의 유형문화재 제432호 창원 봉림사 소장 불교전적류로 지정되었다가, 2018년 12월 20일 현재의 명칭으로 변경되었다.

## 개요
봉림사가 소장중인 불교전적류 모두 8건으로 각각의 명칭은 묘법연화경권제1, 묘법연화경권제3,4, 묘법연화경권제4~7, 금강반야바라밀경(상), 약사유리광여래본원공덕경, 불정심관세음보살대다라니경, 월인석보제21(상), 불설대보부모은중경이다.
구마라습이 지은 묘법연화경 제1권은 목판본으로 간기는 없으나 지질, 판식 등으로 보아 14세기에 간행된 절첩장으로 보인다. 절첩장(折帖裝)은 권자본에 이어 고려 중후기에 많이 만들어진 것으로 서지학적으로 중요한 자료로 취급되고 있다.
본 불경의 경우 인쇄상태가 선명하므로 불경연구, 서지학연구 및 장정연구 등에 아주 귀중한 자료이다.

## 참고 문헌
- 창원 봉림사 불교전적류 - 국가유산청 국가유산포털